# Großheringen
Großheringen ist eine Gemeinde im Nordosten des Landkreises Weimarer Land. Erfüllende Gemeinde ist die Stadt Bad Sulza. Im Ort mündet die 128 Kilometer lange Ilm in die Saale.

## Geografie

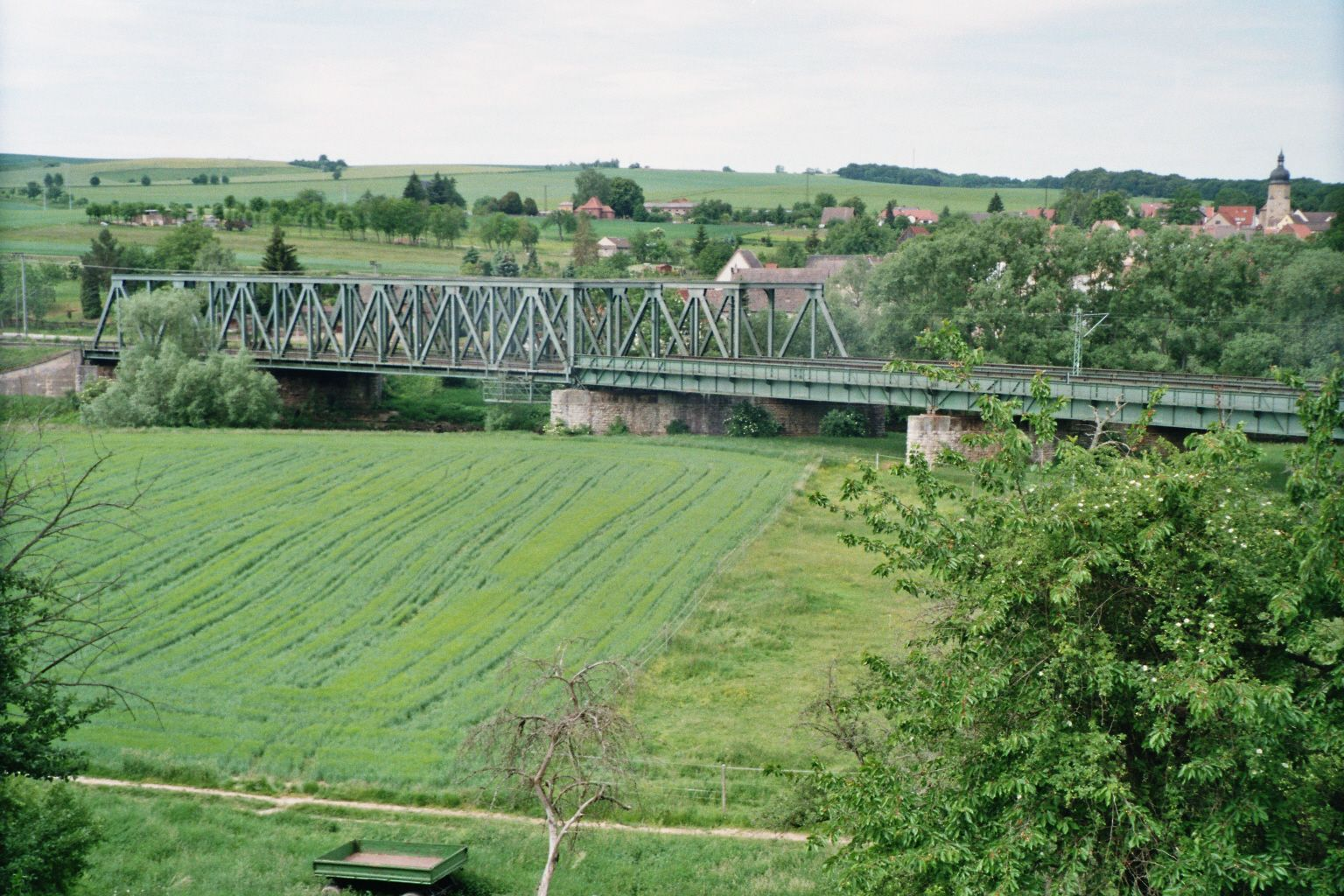
Eisenbahnbrücke über die Saale bei Großheringen

Großheringen liegt im Landkreis Weimarer Land im Nordosten Thüringens an der Grenze zu Sachsen-Anhalt, etwa 15 km nordöstlich der Kreisstadt Apolda. Die Ilm und die Saale durchfließen das Gemeindegebiet, wobei die Mündung der Ilm in die Saale unmittelbar unterhalb des Ortes Großheringen liegt.
Zur Gemeinde gehören außer dem namengebenden Ort das nördlich von Ilm und Thüringer Bahn gelegene Unterneusulza sowie das für seinen Weinbau bekannte Kaatschen-Weichau, an der Saale etwa 2 km oberhalb der Ilmmündung gelegen.
Nachbargemeinden sind Bad Sulza, Schmiedehausen und Dornburg-Camburg in Thüringen sowie Naumburg (Saale) und Lanitz-Hassel-Tal in Sachsen-Anhalt.

## Geschichte

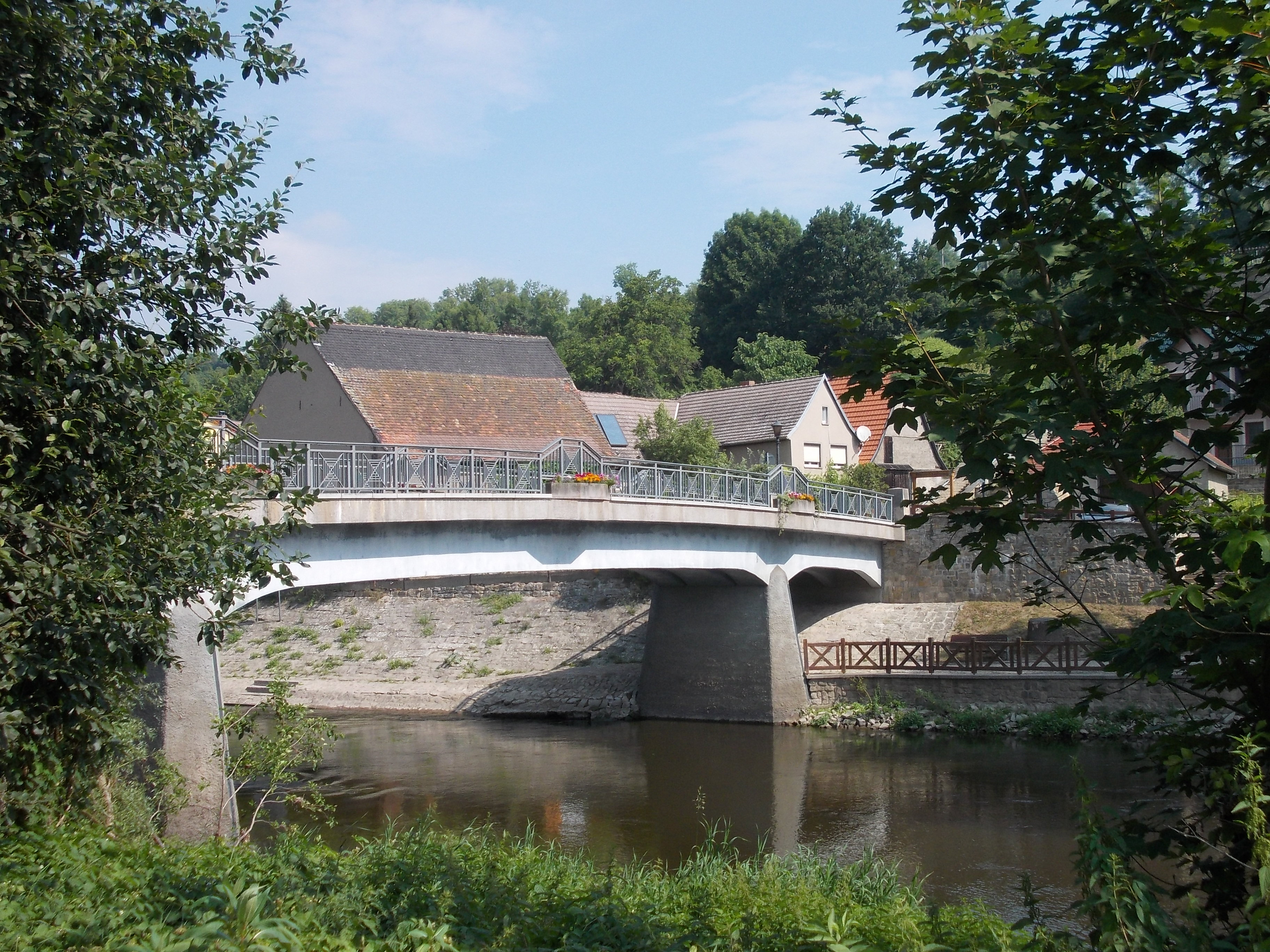
Saalebrücke in Kaatschen-Weichau

Erstmals erwähnt wurde Großheringen im Jahre 874 unter dem Namen Heringa. Der Ort gehörte bis zu ihrem Aussterben im Jahr 1640 der Familie Schenk von Tautenburg. Aufgrund dieser Besitzgeschichte war Großheringen in der Folgezeit bis 1815 ein Ort, der als Exklave zum kursächsischen Amt Tautenburg gehörte. Mit dem Wiener Kongress kam er zum Großherzogtum Sachsen-Weimar-Eisenach und wurde dem Amt Dornburg angegliedert.
Der Ort Unterneusulza entstand im Zusammenhang mit der Salinentätigkeit im Ilmtal (1623 Anlage einer Saline).
Am 1. Juli 1950 wurde die bis dahin eigenständige Gemeinde Unterneusulza eingegliedert. Kaatschen-Weichau wurde 1974 eingemeindet.

## Kultur und Sehenswürdigkeiten

### Sehenswürdigkeiten

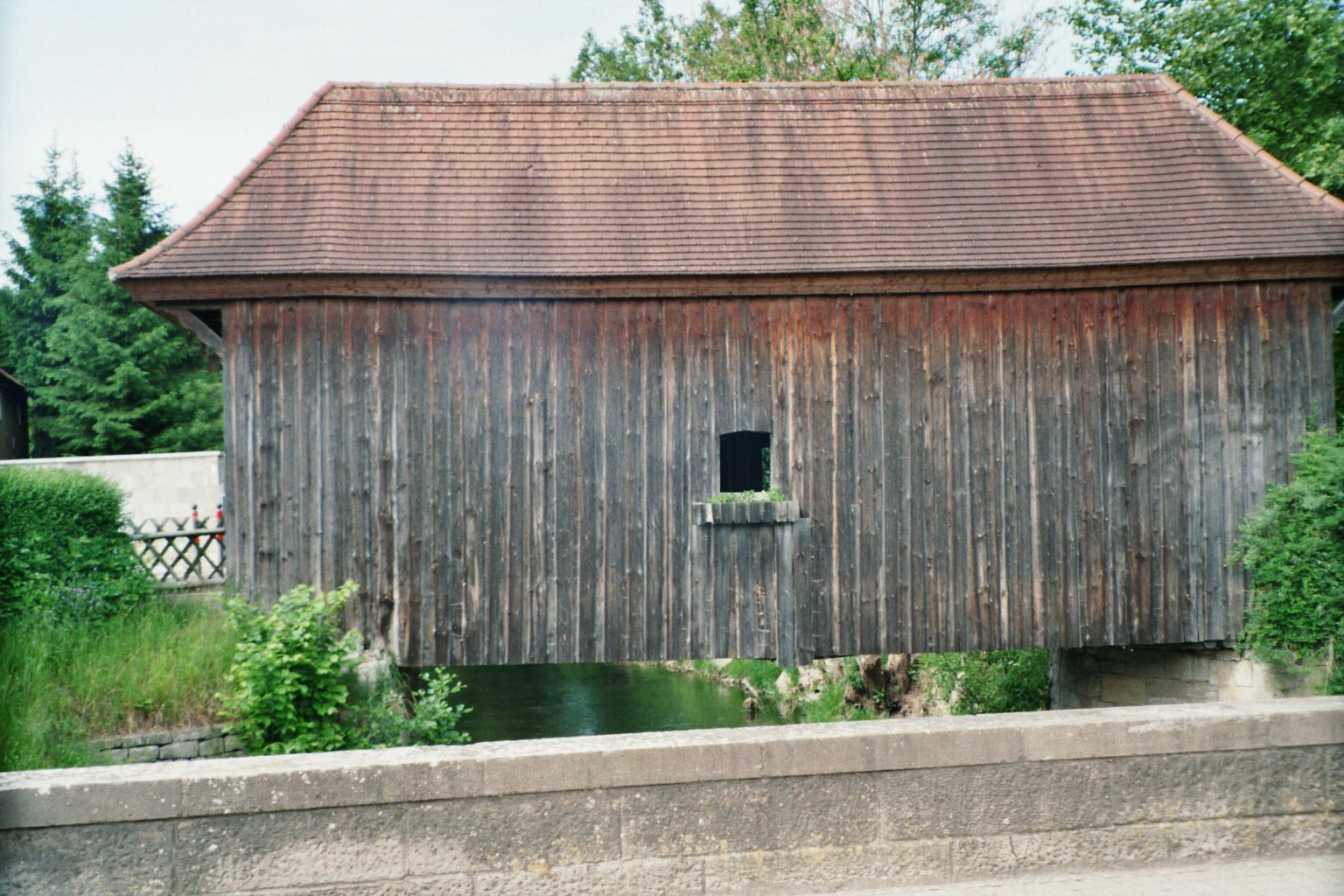
Hausbrücke über die Ilm

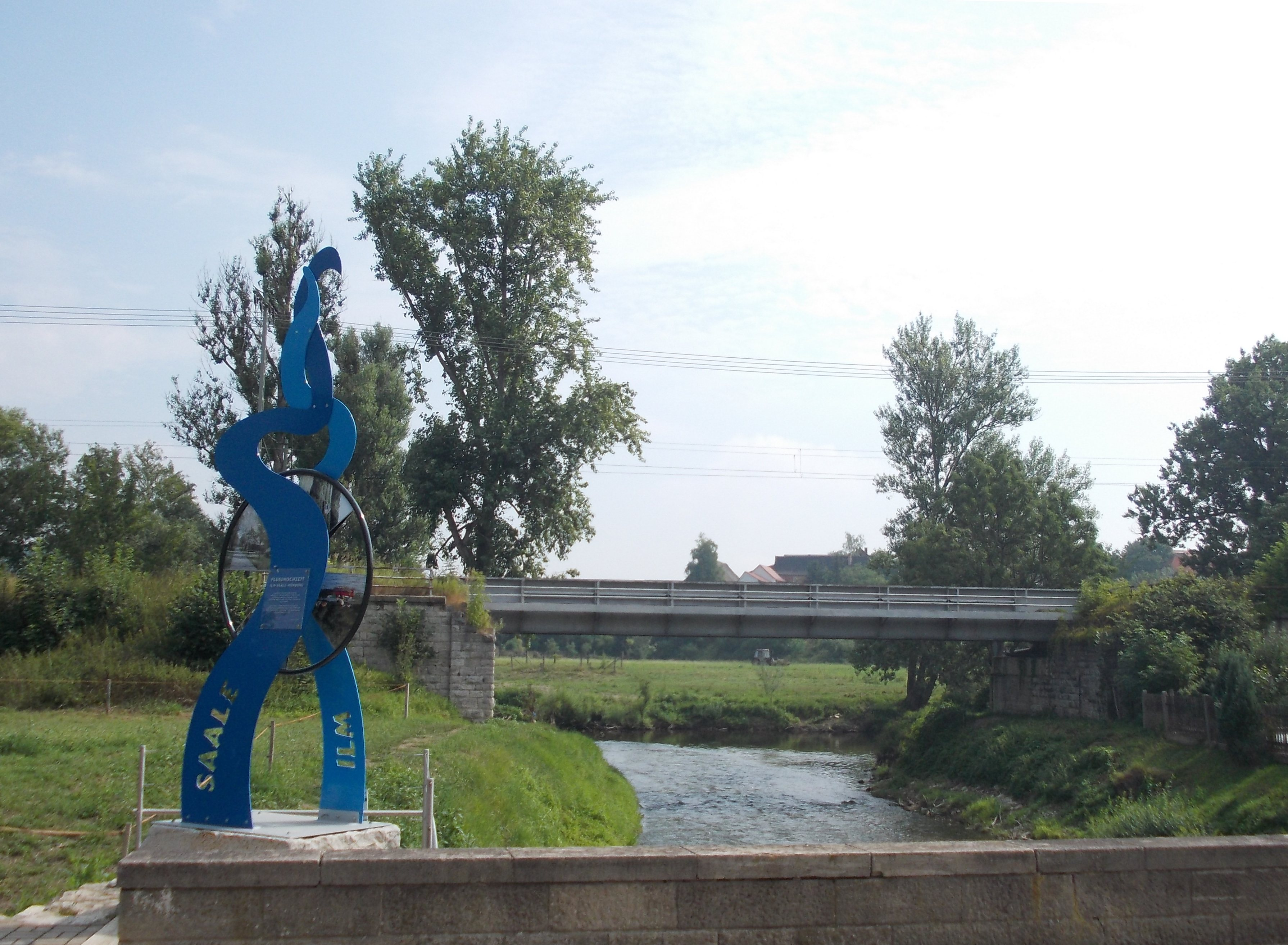
Ilmmündung

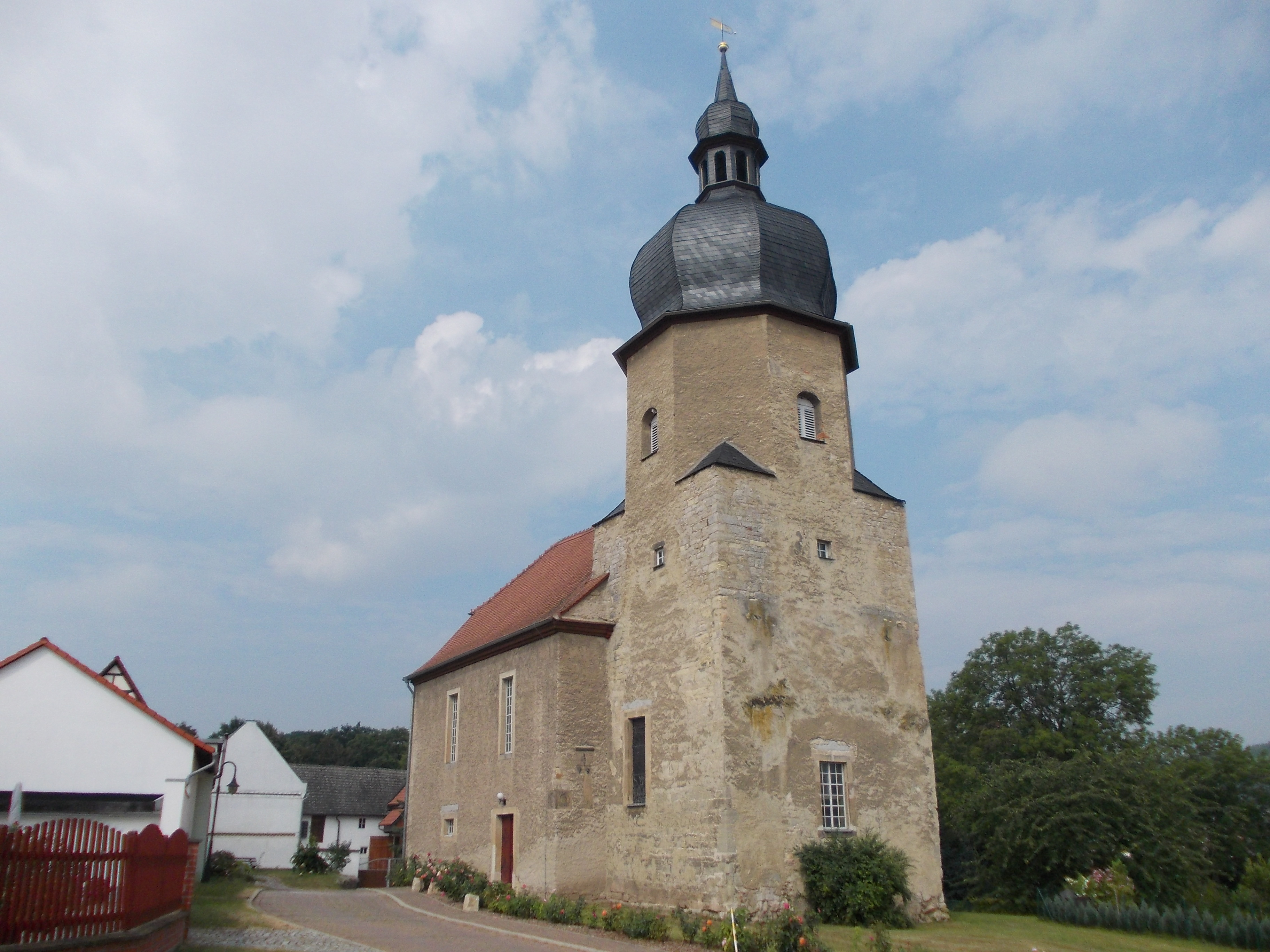
Kirche

- Hausbrücke (auch: Salzbrücke) über die Ilm aus dem Jahr 1753, 1991 umfassend saniert
- Mühlstein einer Waidmühle am auch als “Plan” bekannten Platz des Friedens
- Kirche Großheringen, Saalkirche, 1723 unter Verwendung älterer Bauteile errichtet. Kanzelaltar aus der Entstehungszeit.

### Regelmäßige Veranstaltungen
- Fasching (Faschingssamstag)
- Dorffestspiele (jährlich am 2. Juliwochenende)
- Weinbergfest im Kaatschener Dachsberg (1. Septemberwochenende)

### Partnergemeinde
Žinkovy im Plzeňský kraj, Tschechische Republik

## Wirtschaft und Infrastruktur

### Ansässige Unternehmen

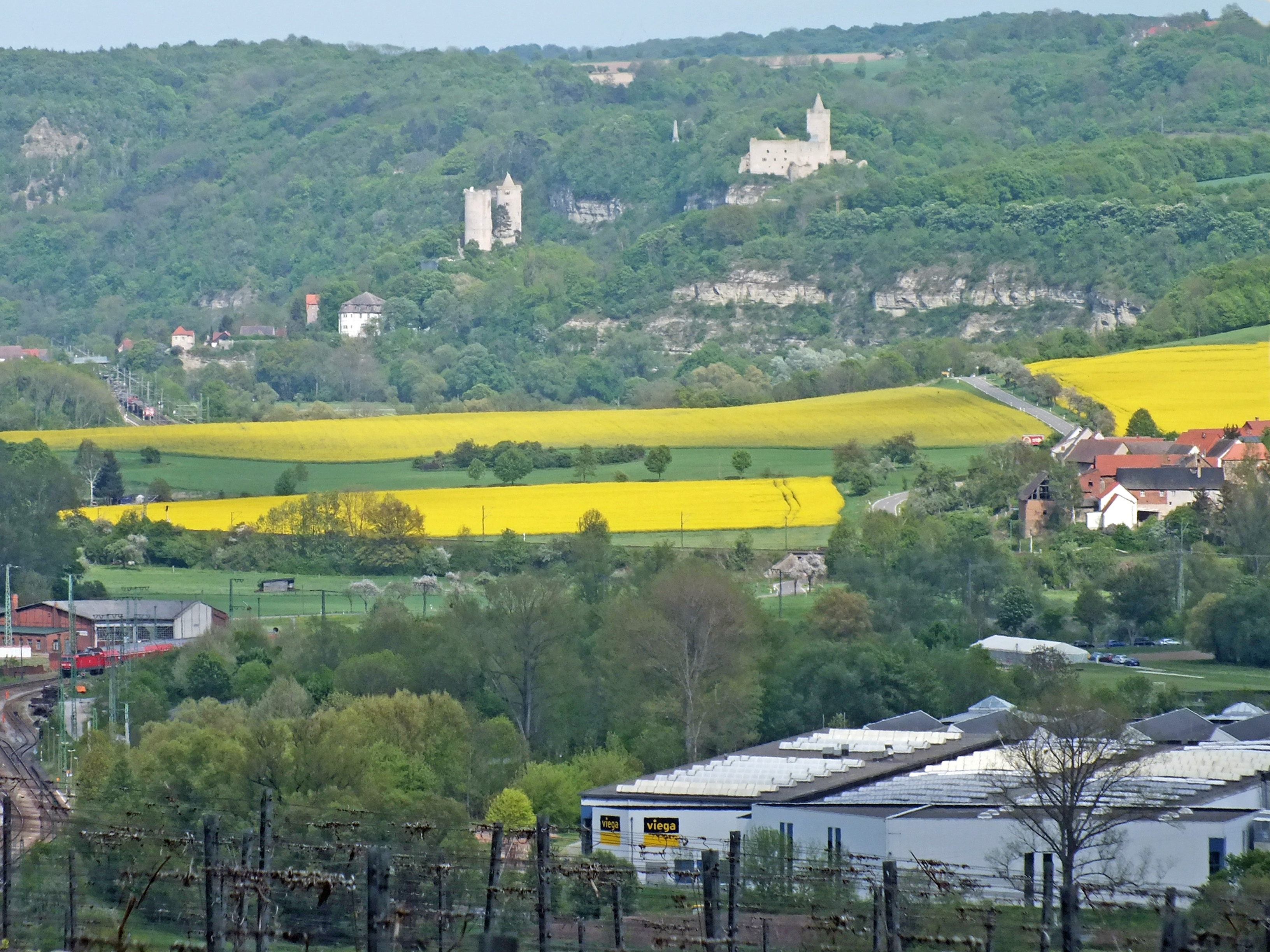
Teil des Viega-Zweigwerks (unten rechts) vor der Rudelsburg und der Burg Saaleck

In Großheringen fertigt der Sanitärausrüster Viega seit 1992 in einem großen Werk Rohrleitungssysteme. Die daraus resultierenden Gewerbesteuereinnahmen (brutto 2008: 3,7 Mio. Euro, 2009: 3,2 Mio. Euro, 2010: 3,7 Mio. Euro, entspricht rund 5000 Euro je Einwohner gegenüber einem Kreisdurchschnitt von 230 Euro je Einwohner) machen Großheringen gemessen am Steueraufkommen pro Kopf zu einer der reichsten Gemeinden in Thüringen.

### Verkehrsanbindung

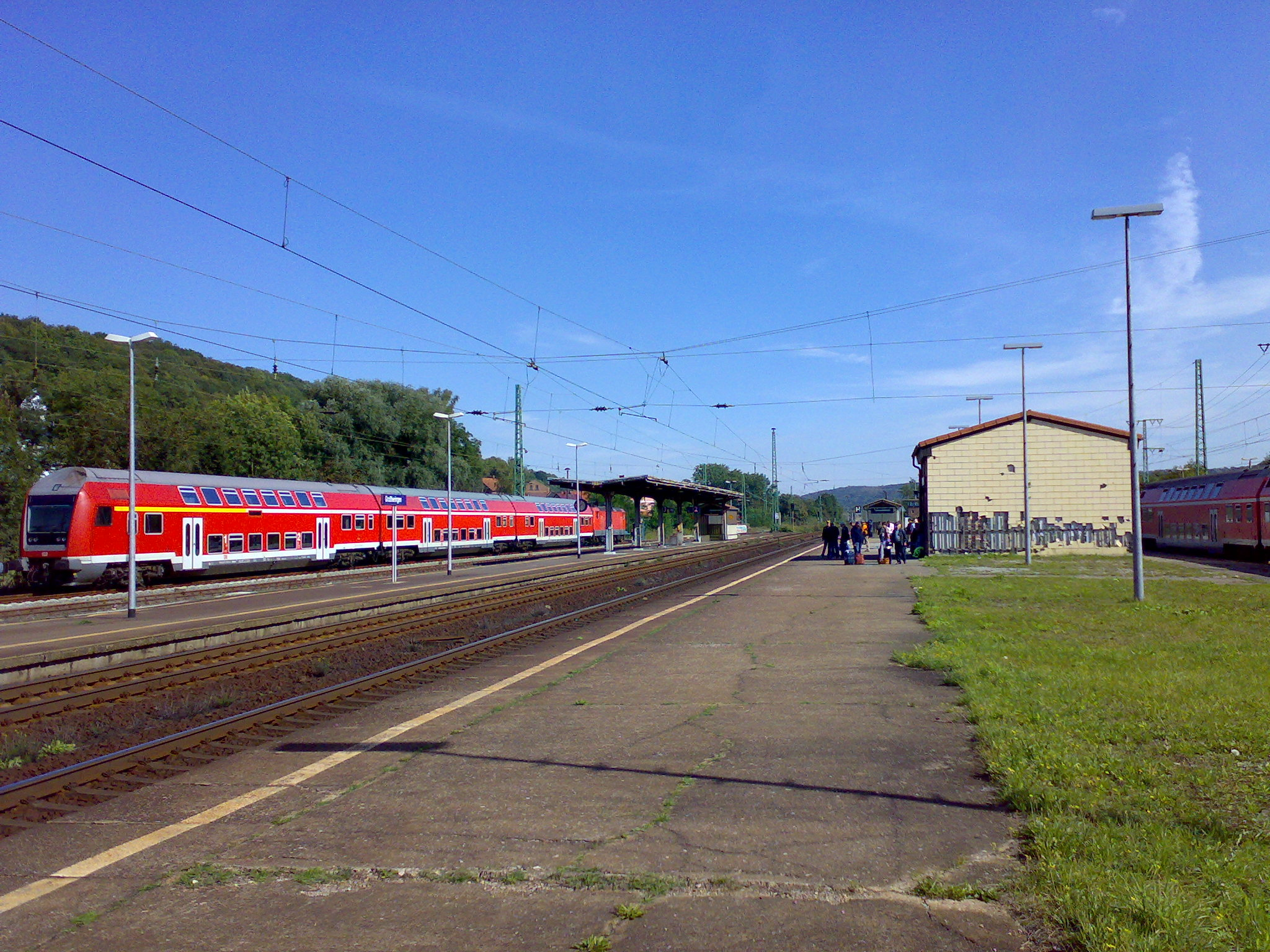
Bahnhof Großheringen

Auf Grund der Lage am Zusammenfluss zweier großer Flüsse ist Großheringen für einen Eisenbahnknotenpunkt günstig gelegen. Die erste Bahnstrecke von Halle/Leipzig nach Erfurt (Thüringer Bahn) durch den Ort wurde 1847 eröffnet. Sie verläuft nördlich im Saale- und südlich im Ilmtal. Heute ist sie zweigleisig und elektrifiziert. Bis Dezember 2015 war sie Teil der ICE-Verbindung Leipzig/Frankfurt (Main). 1876 kam mit der Saalbahn eine weitere wichtige Eisenbahnstrecke hinzu; sie zweigt in Großheringen von der Bahnstrecke Leipzig–Erfurt ab und verläuft südlich im Saaletal weiter über Jena, Saalfeld (Saale), Kronach und Bamberg nach Nürnberg. Heute ist sie ebenfalls zweigleisig und elektrifiziert und war bis Dezember 2017 Teil der ICE-Linie Berlin – München, die jedoch die Verbindungskurve Richtung Saaleck benutzte und damit östlich an Großheringen vorbei fuhr. Eine weitere Eisenbahnstrecke mit Beginn in Großheringen ist die 1874 eröffnete Pfefferminzbahn nach Sömmerda. Sie ist eine eingleisige, nicht elektrifizierte Nebenbahn, auf deren östlichem Abschnitt der Personenverkehr im Dezember 2017 eingestellt wurde.
Von Großheringen fahren Regionalbahnen in Richtung Apolda – Weimar – Erfurt – Gotha – Eisenach und in Richtung Bad Kösen – Naumburg (Saale) – Weißenfels – Halle (Saale)/Leipzig Hbf.

Am 24. Dezember 1935 kam es in Großheringen zum bisher schwersten Zugunglück in der Thüringer Geschichte. Dabei starben 34 Menschen.

### Tourismus

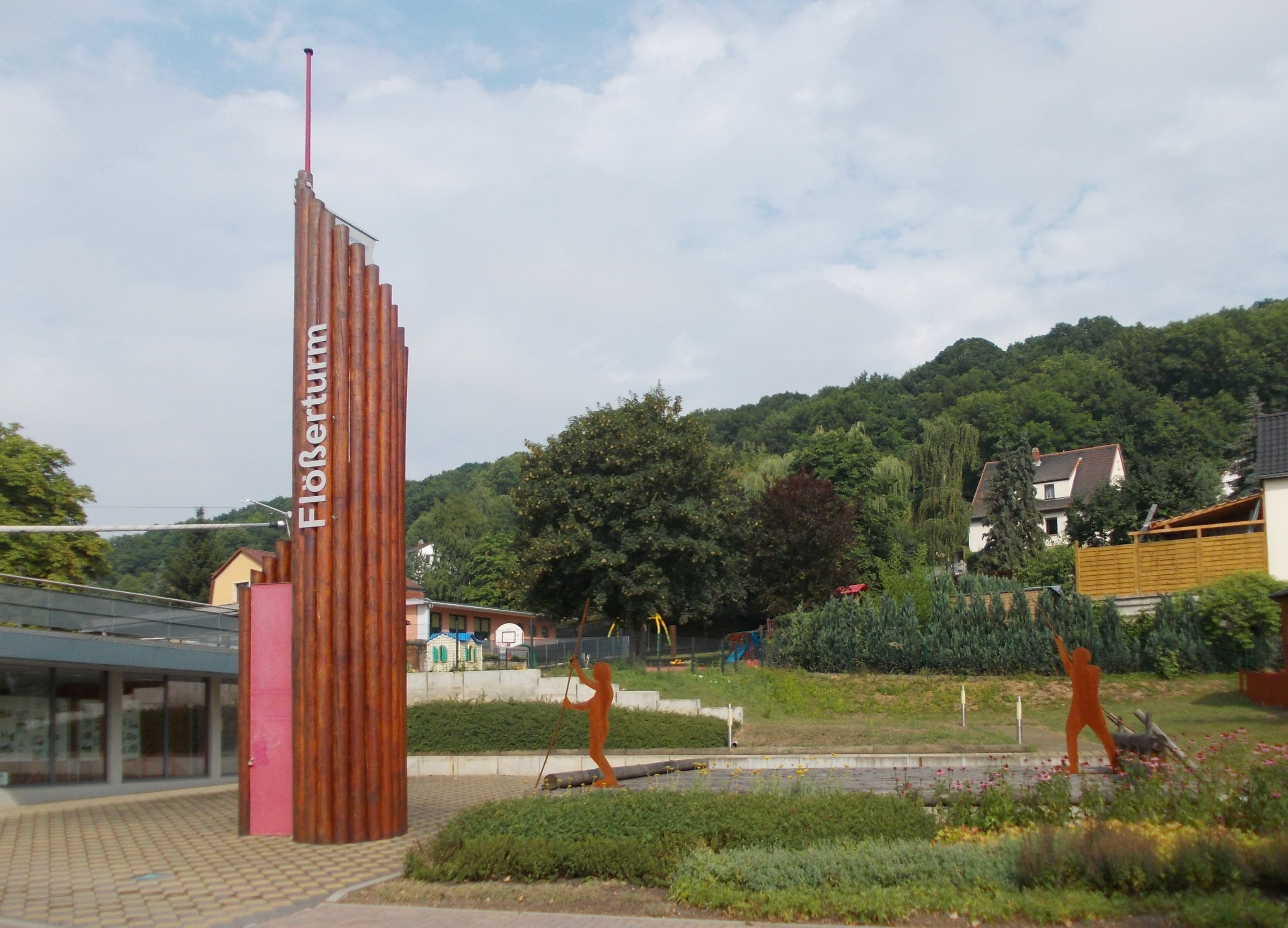
Flößerturm in Unterneusulza

Wichtige touristische Routen wie Saale-Radweg, Ilmtal-Radweg, Saale-Unstrut-Elster-Radacht und Weinstraße Saale-Unstrut führen durch das Gemeindegebiet.

## Persönlichkeiten
- Elvira Zahn, Weinkönigin an Saale-Unstrut 2009/2010